# غازانيا شينكي
غازانيا شينكي (الاسم العلمي: Gazania schenkii) هي نوع نباتي يتبع جنس الغازانيا من الفصيلة النجمية.  